# Wyszesława de Kiev
Wyszesława Światosławówna de Kiev (ucraniano : Вишеслава Святославівна, en ruso: Вышеслава Святославна, romanizado: Vysheslava Svyatoslavna, en polaco: Wyszesława Światosławówna) (n. ca. 1047? – m. después de 1089), fue una princesa de la Rus de Kiev, hija de Vyacheslav Yaroslavich, perteneciente a la familia Sviatoslavichi y por su matrimonio con Boleslao II el Temerario, Gran Duquesa y Reina consorte de Polonia.
Según una versión, Wyszesława era la única y primera hija del príncipe Vyacheslav Yaroslavich de Smolensk, Príncipe de Chernihiv y más tarde Gran Príncipe de Kiev, con su esposa Kilikia, probablemente miembro de la Casa de Dithmarschen. En las crónicas rusas, a la esposa de Boleslav se la llama la "doncella roja" ya que antes su nombre era desconocido, no fue hasta que apareció en las crónicas rusas, llamadas Latopis.

## Vida
El cronista Jan Długosz y otros autores informaron sobre su ascendencia. Seguramente en 1067 contrajo nupcias con Bolesław II el Temerario, duque de Polonia, ya que en el 1069 nació su único hijo, Mieszko. Probablemente fue coronada Reina de Polonia con su marido el día de Navidad de 1076 en la catedral de Gniezno por el arzobispo Bogumił. 
En 1079 después de la destitución de su esposo por los rebeldes, junto con el y su hijo, fueron exiliados a Hungría. Dos años más tarde (ca. 1081/82), Bolesław II murió en circunstancias misteriosas, probablemente por envenenamiento. En 1086, junto con su hijo Mieszko, Wyszesława regresó a Polonia, ya que Ladislao, que sucedió a su esposo en el trono, invitó a la ex-reina y a su hijo a regresar a Polonia, y ellos aceptaron la invitación, pero tres años más tarde su hijo falleció envenenado durante una fiesta. Según Gallus Anonymus, participó en el funeral de su hijo, que fue envenenado en 1089. Ésta es la última mención de la esposa de Bolesław II el Temerario; su destino sigue siendo desconocido.
Los historiadores modernos, encabezados por Oswald Balzer en su Genealogia Piastów (1895), refutaron el nombre y los orígenes de la esposa de Bolesław II. Dijeron que probablemente tenía origen alemán o ruso. Además, existe la teoría de que la reina Inés (Agnes Regina ), cuyo obituario está registrado en Zwiefalten, era la esposa de Bolesław II; también se cree que perteneció a la dinastía Přemyslid.